# Парламентские выборы в Малави (1976)
Парламентские выборы в Малави проходили 24 мая 1976 года. С 1966 года Партия Конгресса Малави была единственной разрешённой политической партией. В каждом из 70 избирательных округов можно было номинировать до 5 кандидатов. Эти кандидаты затем представлялись пожизненному президенту Хастингсу Банда, который выбирал одного кандидата на место Национального собрания. Поскольку оппозиции в стране не было избиратели голосовали затем на безальтернативных выборах.
После выборов Банда добавил сам ещё 15 депутатов в Национальное собрание.

## Результаты
| Партия                                                          | Голоса | % | Мест | +/– |
| --------------------------------------------------------------- | ------ | - | ---- | --- |
| Партия Конгресса Малави                                         | –      | – | 70   | +10 |
| Недействительные/пустые бюллетени                               | –      | – | –    | –   |
| Всего                                                           | –      | – | 70   | +10 |
| Зарегистрированных избирателей/Явка                             | –      | – | –    | –   |
| Источник: IPU Архивная копия от 5 марта 2016 на Wayback Machine |        |   |      |     |